# Herzoglich Anhaltische Jägerbrigade
Die Herzoglich Anhaltische Jägerbrigade bildete von 1864 bis vermutlich 1918 die Gendarmerie des Herzogtums Anhalt-Dessau. Die Brigade ging zurück auf eine 1810 gegründete Gendarmerie sowie die Gendarmerien bzw. Jägerkorps der Fürstentümer Anhalt-Köthen und Anhalt-Bernburg.

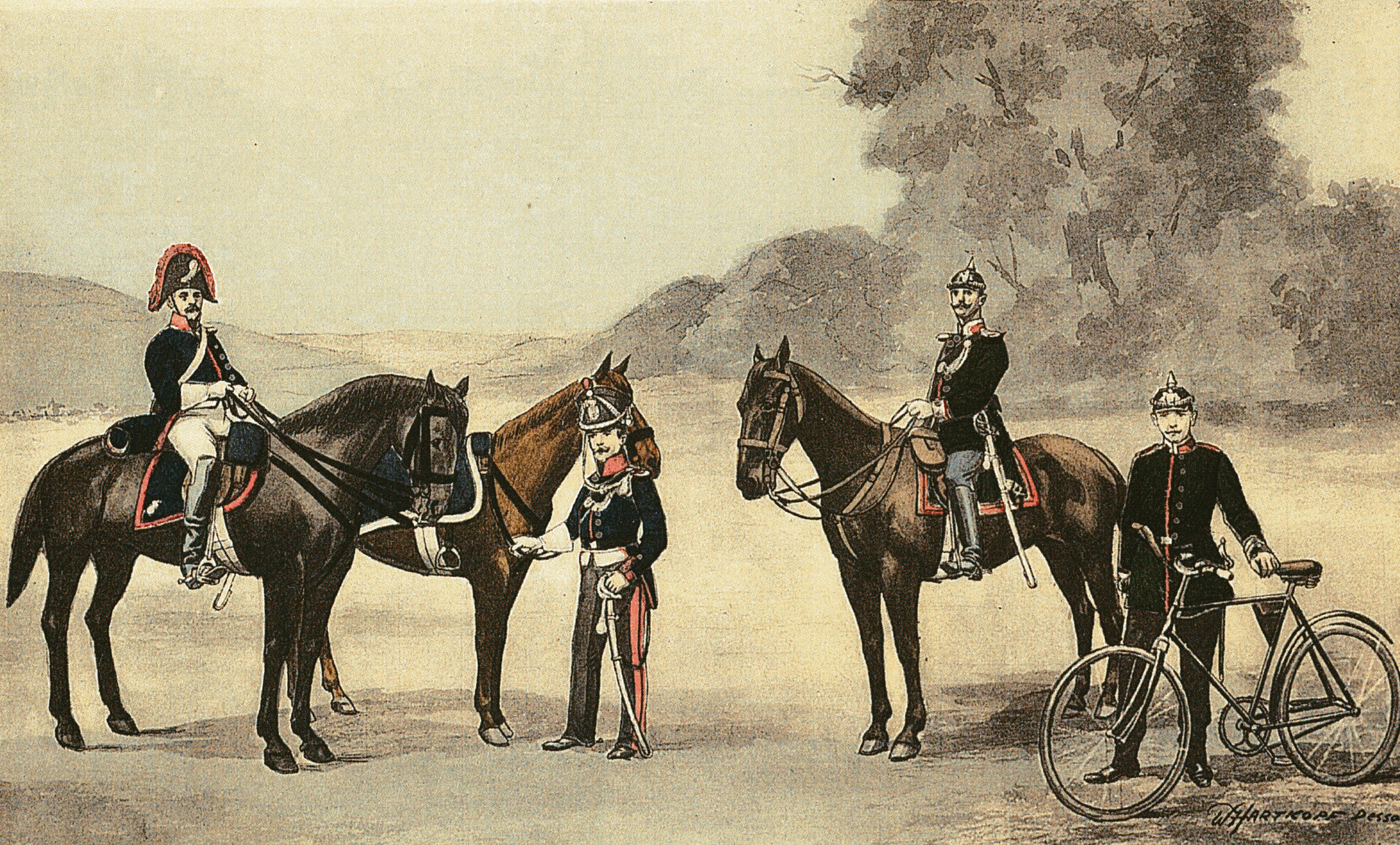
Anhaltische Gendarmen und Angehörige der Jägerbrigade 1810 bis 1910

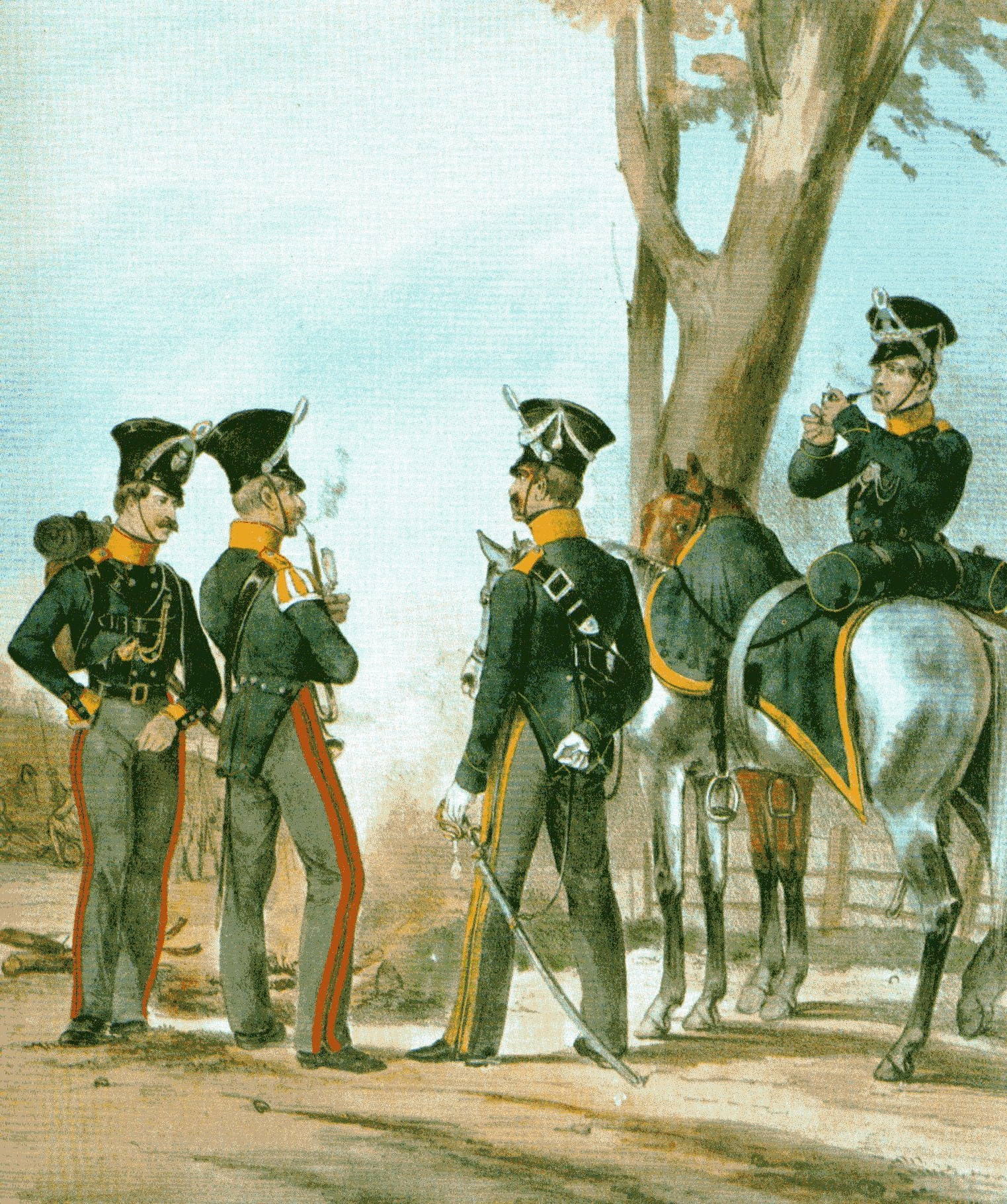
Scharfschützen und Gendarmen des Fürstentums Anhalt-Köthen um 1840

Karte von Anhalt (1747–1793)

## Geschichte

### Die Gendarmerie Anhalt-Dessau von 1810 bis 1833
Die Gendarmerie in Anhalt-Dessau wurde durch ein Reglement vom 12. August 1810 gegründet und bestand anfänglich aus einem Wachtmeister, drei Obergendarmen und sechs Gendarmen. Vorgesetzte Behörde war die Rentkammer als oberste Polizeibehörde des Fürstentums. Alle Gendarmen entstammten dem militärischen Jägerkorps des Fürstentums. Sie mussten eine einwandfreie Führung und Gesundheit nachweisen und Lesen und Schreiben beherrschen. Sämtliche Gendarmen waren beritten; Stationierungsort war Dessau, Kommandos zu je zwei Mann waren in Zerbst, Radegast und Sandersleben einquartiert; in der Regel in Gasthäusern.
Die Verpflegung bestand aus drei täglichen Mahlzeiten; das Frühstück aus einer warmen Suppe mit Butterbrot und einem Weinglas Branntwein, das Mittagessen aus einem halben Pfund Fleisch mit Gemüse, „hinlänglich“ Brot und zwei Maß Bier, das Abendessen aus Butterbrot und Bier.
Als zu Beginn der 1820er Jahre aufgrund von Streitigkeiten mit dem Königreich Preußen der Zolldienst verstärkt werden musste, entschied sich die Regierung, vermutlich aus Kostengründen, nicht für eine Verstärkung der Gendarmerie, sondern unterstützte diese durch fünf so genannte „Reitende Jäger“ des militärischen Jägerkorps. 1833 wurden beide Organisationen als „Reitende Jäger“ vereint und der Begriff Gendarmerie abgeschafft.

### Reitende Jäger 1833 bis 1864
1848 wurden erste Jäger zu Fuß eingestellt. Die Personalstärke betrug in diesem Jahr 12 Mann. Die Dienstaufsicht der Jäger oblag den Justizämtern. In zwei Konferenzen wurde 1851 festgelegt, dass die Jägerabteilung militärisch organisiert, aber den Kreisdirektionen unterstellt sein sollten. Offenbar waren die Jäger bis zu diesem Zeitpunkt eine rein zivile Institution gewesen.
1853 übernahm Anhalt-Dessau die Verwaltung des Anhalt-Köthenschen Gebiets, woraufhin die dortigen (Gendarmerie)Jäger in Stärke von einem Wachtmeister und sieben Jägern in die „Reitenden  Jäger“ integriert wurden. Daraufhin erging am 14. Dezember eine Verordnung und Dienstanweisung, wodurch das Reglement für die Dessauer vom 1. November 1810 und die Köthenschen Verordnungen von 1827, 1829, 1832 und 1836 aufgehoben wurden. Bis 1858 wurden sieben weitere Jäger eingestellt. Führer des Korps war in den 1850er Jahren Major von Holly, sein Nachfolger Hauptmann Adolf von Berenhorst (1820–1903).

### Gründung der Anhaltischen Jägerbrigade 1864
Nach der Vereinigung von Anhalt-Dessau aufgrund von Erbfolge mit dem Anhalt-Bernburg wurde durch Verordnung vom 26. Juli 1864 die Anhaltische Jäger-Brigade unter Major von Berenhorst (siehe oben) gegründet. Von Berenhorst wurde 1865 zum Oberstleutnant und 1868 zum Oberst befördert. 1877 wurde er zum General charakterisiert.
Die Jägerbrigade wurde analog zu den Kreisbezirken in fünf Abteilungen in Dessau, Köthen, Zerbst, Bernburg und Ballenstedt gegliedert und unterstand, geführt von so genannten Abteilungswachtmeistern, der Abteilung des Innern der Herzoglichen Regierung. Das Personal sollte sich zukünftig aus versorgungsberechtigten Unteroffizieren des anhaltischen Militärs ergänzen, die eine sechsmonatige Probezeit absolvieren mussten.
Eine bedeutsame Veränderung im Status der Brigade erfolgte durch die Militärkonvention mit Preußen vom 28. Juni 1867. Durch die Konvention verlor das Herzogtum seine militärische Selbständigkeit und das bisherige anhaltische Kontingent des Deutschen Bundes wurde in die Preußische Armee überführt wurde, wo es das Anhaltische Infanterie-Regiment Nr. 93 bildete. Das Staatsministerium verfügte daher, dass die bisherige anhaltische Militärgerichtsordnung für die Jäger keine Gültigkeit mehr besaß. Trotzdem besaß die Brigade, auch wenn kein eigenständiges anhaltisches Militär mehr bestand, bis 1899 einen militärischen Charakter (siehe unten). Die Dienstaufsicht übte jedoch mindestens bis 1910 immer der Kommandeur und nicht die Kreisbehörden aus.
1892 trat General von Berenhorst in den Ruhestand; sein Nachfolger wurde Major a. D. Schmidt. 1895 wurden zwei Nachtpatrouillen pro Woche angeordnet. Offensichtlich gab es Probleme bei der Ergänzung des Personalbestands, da nun auch Gendarmen und Schutzleute aus anderen deutschen Bundesstaaten eingestellt werden konnten. Als Schmidt 1896 verstarb, wurde Oberst a. D. Ferdinand von Losch neuer Brigadekommandeur. Durch ein Gesetz vom 6. März 1899 wurde der militärische Charakter der Brigade auch formal abgeschafft und diese dadurch eine reine zivile Organisation.
1908 strebte die Regierung eine Professionalisierung der Brigade an, da nach einer Verfügung vom 16. Juni nun Anwärter, die eine Gendarmerie- oder Polizeischule besucht hatten, bevorzugt eingestellt werden sollten. Offenbar zu diesem Zeitpunkt begannen die Kreisdirektionen mit einer an Gendarmerie- oder Polizeischulen orientierten Schulung der Beamten mit dem Ziel, diese systematisch in Gesetzen und Verordnungen zu unterrichten.
Am 30. Juni 1910 trat Kommandeur Losch in den Ruhestand. Über seinen Nachfolger liegen keine Informationen vor. Zu diesem Zeitpunkt besaß die Brigade, eingeteilt in 42 Stationen, folgenden Personalbestand:
- Kommandeur
- Rechnungsführer: 1
- Oberwachtmeister zu Perde: 3
- Oberwachtmeister zu Fuß: 2
- Reitende Jäger: 7
- Jäger zu Fuß: 60

Über die Auflösung bzw. Umstrukturierung der Jägerbrigade, die 1918 im Zuge der Novemberrevolution und der damit verbundenen Abdankung von Prinzregent Aribert von Anhalt und der Gründung des Freistaats Anhalt  erfolgt sein dürfte, liegen keine Informationen vor.

### Uniformierung und Bewaffnung
1810 besaßen die Gendarmen eine dunkelblaue Uniform mit roten Vorstößen sowie kurzen weißen Lederhosen bzw. kurzen grauen Tuchhosen mit Stulpenstiefeln, einen Monturhut mit rotem Federbesatz und grüner Kokarde und einen blauen Mantel. Die Uniformierung entsprach offenbar weitgehend der der französischen Gendarmerie impériale. Bewaffnet waren die Gendarmen mit zwei Pistolen und einem Pallasch.
1816 wurde die Uniform der Preußischen Gendarmerie übernommen; ein grüner, zweireihiger Frack (Kollett), lange graue Tuchhosen und ein vermutlich schwarzer Tschako. 1847 wurde ein leichtes Perkussionsgewehr eingeführt.
1854 wurde eine neue Uniform eingeführt, die allerdings wiederum starke Ähnlichkeit mit der preußischen aufwies: ein grüner Waffenrock, dunkelgraue lange Hosen, ein grauer Mantel, eine grüne Mütze und ein Helm (Pickelhaube). Diese Uniformvorschrift war vermutlich bis zur Auflösung der Brigade gültig. 1897 wurde ein Lodenumhang, 1899 zusätzlich zum Waffenrock die bequemere Litewka eingeführt.
1875 wurden für die Fußjäger doppelläufige Hinterladegewehre angeschafft, 1890 offenbar für alle Jäger der Armeerevolver. Fahrräder wurden ab 1897 angeschafft.

## Erinnerungskultur
1910 erschien mit der Denkschrift der Herzoglich Anhaltischen Jägerbrigade 1810–1910 eine historiographische Arbeit zur Brigade, die auf Akten des Herzoglich Anhaltischen Staatsarchivs, der Regierung und des Magistrats in Köthen beruhte. Der Verfasser, der Herzogliche Kammerherr Oberst a. D. Ferdinand von Losch, wies im Vorwort darauf hin, dass durch Brände im Bernburger Rathaus 1850, im Schloss 1894 sowie im Zerbster Rathaus 1891 insbesondere älteres Aktenmaterial vernichtet wurde.